# Krstilnica sv. Janeza Krstnika, Koper
Krstilnica sv. Janeza Krstnika v Kopru je romanska krstilnica (kapela) v obliki rotunde. Nahaja se na severni strani stolnice Marijinega vnebovzetja.
Krstilnica, v nekaterih virih tudi cerkvica Karmelske Matere Božje, je rotunda (okroglega tlorisa), zgrajena med 10. in 12. stoletjem, predelana leta 1317, kar dokazuje letnica v luneti. Skupaj z rotundo sv. Elije, ki se prislanja na palačo Del Bello na Cankarjevi ulici, sodita med najstarejše koprske sakralne spomenike.
Fasada krstilnice je členjena z lizenami. Portal ima polkrožno členjeno luneto in plitvi baldahin. 